# Pstruh
Pstruh je český rodový název pro několik druhů lososovitých ryb z rodů Salmo a Oncorhynchus. Jsou to štíhlé dravé ryby žijící v horních částech toků (pstruhové pásmo), vyžadují totiž chladnější vodu s vyšším obsahem kyslíku. Je rozšířen ve vodách celé Evropy.

## Etymologie
České slovo pstruh má původ v praslovanském adjektivu *pьstrъ (čes. pestrý, ale původní význam spíše skvrnitý) a souvisí se zbarvením pstruha obecného potočního.

## Výskyt
V České republice žije pstruh jezerní, pstruh potoční, pstruh americký duhový a pstruh mořský.

### Klesající stavy v českých řekách
Tomáš Randák, vědec z Jihočeské univerzity, v červnu roku 2016 varoval, že pstruh může nenávratně zmizet z českých řek, nebudou-li přijata ochranná opatření.